# تسولیکانا
تسولیکانا (به لاتین: Tsulikana) یک منطقهٔ مسکونی در روسیه است که در شهرستان آگولسکی واقع شده‌است.